# Limenitis aeolia
Limenitis aeolia är en fjärilsart som beskrevs av Felder 1867. Limenitis aeolia ingår i släktet Limenitis och familjen praktfjärilar. Inga underarter finns listade i Catalogue of Life.